# ويكيبيديا الولوفية
ويكيبيديا الولوفية هي نسخة ويكيبيديا باللغة الولوفية . لديها حاليا 1٬715 مقالة.
بدأت ويكيبيديا في بداية عام 2005، جنبًا إلى جنب مع ويكيبيديا البمبرية وويكيبيديا فولا . كتب كاسبر سورين ، وهو هولندي عمل مع غيك كور ، في تقرير إلى مؤتمر مفتوح المصدر أنه حتى عام 2006 "لم يحدث الكثير" على ويكيبيديا الولوفية. حتى ذلك العام، تم نشر العديد من المقالات الصغيرة ذات المحتوى القليل جدًا.
في أبريل 2007، بدأ إبراهيما فال (اسم المستخدم إيبو)، وهو طالب سنغالي يعيش في إيطاليا ، بإضافة محتوى مهم إلى الولوف ويكيبيديا. كان يحتوي على 500 مقالة في نوفمبر 2007، و543 مقالة في يونيو 2008، و1028 مقالة في أغسطس 2015.